# Habit (film)
Pour les articles homonymes, voir Habit.
 (septembre 2021).
Si vous disposez d'ouvrages ou d'articles de référence ou si vous connaissez des sites web de qualité traitant du thème abordé ici, merci de compléter l'article en donnant les références utiles à sa vérifiabilité et en les liant à la section « Notes et références ».
Pour plus de détails, voir Fiche technique et Distribution.
Habit est un film dramatique américain réalisé par Janell Shirtcliff, sorti en 2021.

## Distribution
- Josie Ho : Queenie[1]
- Bella Thorne[2]
- Paris Jackson : Jesus[3]
- Hana Mae Lee : Jewel
- Gavin Rossdale : Eric
- Caroline D'Amore : L'Amour
- Andreja Pejić : Addy
- Larissa Andrade : Alicia
- Libby Mintz : Evie
- Jamie Hince : Tuff
- Ada Mogilevsky : Hailey
- Damon Lawner : Père Damon
- Michael Suppes : Tomas
- Alison Mosshart : Veda
- Soko
- Bria Vinaite